# 386
سنة 386 م (بالأرقام الرومانية: CCCLXXXVI) كانت سنة بسيطة تبدأ يوم الخميس (الرابط يظهر نموذج الجدول الزمني الكامل للسنة) من التقويم اليولياني. في ذلك الوقت كانت هذه السنة تعرف على أنها سنة تولي القنصلية من قبل هونوروس وأيوديوس (وتعرف على نطاق أضيق بسنة 1139 من تاريخ تأسيس روما). بدأت تسمية السنة ب386 منذ العصور الوسطى المبكرة، عندما أصبح تقويم أنو دوميني هو الأسلوب السائد في أوروبا لتسمية السنوات.